# Asa de Agder
Asa de Agder, também chamada Asa Filha de Haroldo (em norueguês: Åsa Haraldsdottir), foi uma rainha reinante norueguesa de Agder no começo do século IX. Era mãe de Haldano, o Negro e avó do primeiro rei da Noruega, Haroldo I. É citada apenas no relato de Esnorro Esturleu na Saga dos Inglingos e os estudiosos divergem quanto a sua existência.

## Biografia
Asa era filha do rei de Agder Haroldo Barba Ruiva e irmã de Girdo. Segundo a Saga dos Inglingos, foi pedida em casamento pelo rei Gudrodo, o Caçador do Folde Ocidental, após a morte de sua esposa Alfilda, mas Haroldo recusou e em retaliação Gudrodo invadiu Agder, assassinou o rei e Girdo, a sequestrou e casou-se com Asa. Eles tiveram um filho chamado Haldano. Quando Haldano fez um ano, um banquete celebratório foi realizado no estreito de Estiflu. Asa subornou um pajem, ou um escudeiro do rei segundo a História da Noruega, para matar o rei perfurado por uma lança. O plano foi concluído, mas seu executor foi morto e Asa não escondeu seus planos. Segundo Tiodolfo de Hvinir:
| “ | Foi Gudrodo, de grande coração, outrora derrubado, pelo plano mais sujo: profundas astúcias da mulher perversa [que] liderou vingativamente [o plano] contra [o] suserano bêbado. Com facilidade o mau de Asa garoto de recados terminou a vida do senhor; e o príncipe, perfurado no coração, tropeçando caiu no estreito de Estiflu. | ” |

Vários arqueólogos, começando com A. W. Brøgger, quiseram identificar Asa com a chamada rainha de Oseberga, ou seja, a mulher encontrada no barco de Oseberga. No entanto, devido a carência de evidência documental que relacione Asa com uma figura histórica, tais suposições não tem muita aceitação.